# 村山道雄
村山 道雄（むらやま みちお、1902年3月31日 - 1981年12月10日）は、日本の政治家。山形県知事や参議院議員を務めた。また、アララギ派の歌人でもあった。1972年勲二等旭日重光章。1982年正四位。

## 生涯
兵庫県出身。東京帝大法学部政治学科卒。1945年官選山形縣知事、1947年から山形県知事を2期8年務めた。同年8月に行われた昭和天皇の戦後巡幸では随行役を務めたほか、在任中は基督教独立学園高等学校の新制高校認可を助けるなどした。1950年に自由党入党。
知事退任後は、1959年の第5回参議院議員通常選挙に自由民主党公認で山形地方区から出馬し当選。内閣委員長を務めている。
1981年12月10日、老衰のため79歳で死去。

## 著書
- 『朝鮮の国税制度 : 朝鮮税制の特異性と内鮮税制の相関性』 村山道雄 講述、政治教育協会、1902年、OCLC 39544458。
- 『朝鮮相続税令』朝鮮財務協会〈朝鮮税令講義 第5輯〉、1934年、OCLC 1261279294。
- 朝鮮総督府『英領印度統治の現状と英国の異民族統治政策の批判』〈[朝鮮総督府]調査資料〉第43輯、朝鮮総督府、1936年（昭和11年）、OCLC 673007029。
- 『朝鮮租税制度概要』朝鮮財務協會1940年、NCID BA55586599。
- 『大東亜建設論』商工行政社〈総合計画経済叢書〉、1943年、OCLC 673409540。。
- 『茂吉と哀草果』青々社、1946年。
- 「扈從し奉りて 県知事 村山道雄」『御巡幸録 : 昭和二十二年』山形縣教育部社會教育課 編、山形県、1948年、p. 7 (コマ番号0005.jp2、doi:10.11501/2530337。
- 『米國の民主政治と米國人の生活態度』山形新聞社、1951年、doi:10.11501/2527385。
- 『What have I learned from my 48 day trip in the United States of America?』1952年、NCID BA52051380、国立国会図書館書誌ID:000006424468、LCCN 73-172387。
- 「後進地域の開発と地方自治の問題」『国土』第2巻、1952年5月、p. 6-9。ISSN 0285-6190、OCLC 5173144062。
- 「後進地域開発の意味-東北地方の場合」『日化協月報』第7号、1954年1月、p. 5、ISSN 0029-0483、OCLC 5172707749。
- 『未開発地域開発問題 昭和35－36』村山道雄
- 「矢内原先生と『シヤパンの子アヒカム』」『矢内原忠雄先生と山形 : 追憶文集』山形聖書研究会、1962年、p.89 (コマ番号0057.jp2)、doi:10.11501/2984763。
- 村山道雄「第42回　松村秀逸氏　自民・全国/村山道雄　自民・山形」『参議院追悼演説集』参議院議員有志の会、1985年4月、180頁。doi:10.11501/11925190。

歌集
- 『歌集山形』潮汐発行所、1950年。1955年、増補版。
- 『蔵王 : 歌集』歌集蔵王発行所、1963年。

共著
- 西岡芳次郎、坂本嘉一、伊藤泰吉、森長文、山地靖之、塩田正洪、大原龍三『朝鮮地方制度』政治教育協会出版、193-年、OCLC 793019164。〈植民地政策のシリーズ〉より8冊を合本。朝鮮総督府官僚講述。